# Machiel Pomp
Machiel Pomp is een Nederlandse leraar aardrijkskunde, cabaretier en light verse-dichter.
In 1995 won hij met een fragment uit zijn programma 'Man Bevuilt Nest' de gedeelde tweede prijs op het Camerettenfestival, samen met Richard Groenendijk. Hij is afkomstig uit het Groninger Studentencabaret. Ook maakte hij met Ben Jansen deel uit van het duo Mannen met Pit.
Hij geeft aardrijkskundeles in Roermond op Lyceum Schöndeln.
Op 29 oktober 2017 won hij in Emmen het eerste Nederlands Kampioenschap Light Verse. 
Op 28 oktober 2018 prolongeerde hij zijn titel op het (tweede) Nederlands Kampioenschap Light Verse dichten.
In mei 2022 verscheen in eigen beheer zijn eerste dichtbundel: Het kind met het badwater. Zijn tweede dichtbundel (ook in eigen beheer) publiceerde hij in 2023: Het leven is unfazed. Deze bundel is een krans van sonnettenkransen: 211 volgens een wiskundig model aan elkaar gekoppelde sonnetten.
.